# 5ive
5ive（ファイヴ、Five）は、1997年に結成されたイギリスのボーイズグループ。男性バージョンのスパイス・ガールズを作ろうというオーディションがきっかけだった。世界中で成功したグループ。特に、ヨーロッパ、ロシア、日本、ブラジル、イスラエル、オーストラリアで成功した。2001年9月27日に解散。
2006年9月27日にイギリス、ロンドンのBar Academy Islingtonにて再結成を発表したがショーンはこのメンバーに含まれていなかった。しかし、7か月後の5月20日、公式ページを通じて再び解散することが発表された。
2012年10月にイギリスのリアリティ番組、"The Big Reunion"の企画で2度目の再結成を今度はJを抜いた4人ですることが決まった。

## バイオグラフィー

### 5ive:デビュー
1997年、スコット、J、リッチー、アブス、ショーンの5人はスパイス・ガールズの生み親であるボブ・ハーバート、クリス・ハーバートによって、約3,000人の中からオーディションで選ばれた。選ばれた後、5人はBMC/RCA（レコード会社）と契約する。同年12月に"Slam Dunk (Da Funk)"をリリース。UKチャート10位を記録した。また、この曲はアメリカでもリリースされたが、USチャート86位にとどまった。しかしながら、NBAの1998年公式テーマソングに選ばれた。この次にリリースされたWhen The Lights Go Outが彼らの初の“国際的な”ヒット曲となる。UKチャートで4位、USチャートで10位を記録した。その後、予定されていた1stアルバムのプロモーション活動のため、ディズニー・チャンネル、MTV、TRLなどさまざまな番組に出演する。結果、UKアルバムチャート、オーストラリア・アルバムチャート、ニュージーランド・アルバムチャートで1位、USアルバムチャートで27位を獲得した。1998年には"It's The Things You Do"をアメリカでリリース。USチャート53位と振るわず、そしてイン・シンクとアメリカツアーを行うなど、疲労がたまりイギリスに戻り、次のアルバム作成のために休みをとった。1998年には、"Everybody Get Up"、"Got The Feelin'"、"Until The Time Is Through"をリリースしトップ5を記録した。

### Invincible
1999年8月、2ndアルバム・Invincibleからのファーストシングル、"If Ya Gettin' Down"をリリース。世界中で大ヒットとなるが、母国イギリスでの1位はまたしても叶わなかった（リッキー・マーティンによって阻止された）。そして、1999年10月、"Keep On Movin'"で初めてのUKチャート1位を記録する。そして、同時にこのアルバム、InvincibleもUKアルバムチャート4位を記録する。2000年3月に"Don't Wanna Let You Go"をリリース、UKチャート9位を記録。同年3月3日にブリット・アワードで次のシングル、"We Will Rock You"をQueenとパフォーマンスをした（後にこの曲は5iveの2度目のUKチャート1位を2000年7月に獲得する）。またこのときに、ベスト・ポップ・アクト賞を受賞した。2000年の上半期はUK、ヨーロッパ、ロシア、オーストラリア、南アメリカをツアーでまわり成功をおさめた。
このツアーの後、5iveはUKでいくつかのコンサートをひらいた。また、5iveとアジアのレコード会社の間に何らかの問題が生じ、アジアツアーはキャンセルされた。このような苦難からも5iveは次のアルバム制作に励みつづけた。この間、彼らはヨーロッパでいくつかの賞を受賞しつづけ、2000年12月には母国で2度目のツアーを開始。2001年1月には世界でも重要視されているフェスティバル、Rock In Rio（リオ・デ・ジャネイロ）に参加した。ここでは約50万人のファンの前でパフォーマンスをした。

### Kingsize、そして、時代の終わり
2001年5月、5人の音楽性が育ち、3rdアルバム・Kingsizeが完成した（当初は"XL"というアルバム名の予定だった。リリースは2001年8月27日）。このアルバムがリリースされて1か月後、メンバーのショーンが腺熱でダウン。5iveは4人で活動することになる。アルバム、Kingsizeからのファーストシングル、"Let's Dance"（UKチャート1位を2週間記録）のプロモーション・ビデオではショーンは段ボールでの登場となった。それから、スコットは婚約者であるケリー・オーカーが妊娠したという知らせを聞き、一時的に5iveから離れることになった（2001年7月11日に子供が生まれる）。7月末にはショーンが療養中のなか、メンバーから脱退する。残ったメンバーのアブス、リッチー、Jの3人は激しいプロモーション活動におわれるようになる。7月のベルギーでのコンサートでは、リッチーが左足の激しい捻挫をし、5iveはついに活動を休止。これからのオプションと将来について考える時がこのときに来た。Let's Danceのリリースは遅れに遅れ、結局2001年8月の半ばにリリースされた。また、このアルバムはUKチャート3位をマークした。数か月後、ついに5iveは解散することを決意。2001年9月27日にMTVセレクトを通して解散を発表した。次の日、スコットはケリー・オーカーと結婚する。
2001年11月、"Closer To Me"と"Rock The Party"をダブルAサイド・シングルとしてリリース。Closer To Meのプロモーション・ビデオでは彼ら自身がデビューから撮り続けていたビデオをつなげてつくったもので、Rock The Partyのプロモーション・ビデオでは5iveはアニメとして登場した。そして、5iveの集大成、Greatest Hits（2001年11月19日）がリリースされた。
この短い期間のなか、5iveは世界中で成功をおさめた。UKチャート1位が3曲、世界中で約2,000万枚のレコード売り上げ（700万枚のアルバムを含む）。そしていくつもの賞を受賞した。

## その後
アブスは2001年11月にオーストラリアでブルーと一緒にパフォーマンスを行うと、2003年にソロアルバム、Abstract Theoryをリリース。このアルバムからは3曲、UKチャート・トップ10にはいった。
リッチーとショーンもまた、ソロ活動を開始しようとしたが、もう1歩のところであきらめざるをえなくなった。しかしながら、ショーンはSonyと契約し、リッチーはテレビ・ゲストスター、プレゼンター、俳優などと、さまざまな場面でテレビに登場するようになった。
スコットは地元のラジオ局でDJになった。また、2004年の後半から2005年のほとんどにおいて、ミュージカル、ブギー・ナイト2に出演した。また2006年9月13日に第二子を授かる。Jは約4年間、姿を消したが、それからは作詞家、プロデューサーとして活躍している。

## 4人での再結成
2006年9月17日、5iveのオフィシャルページを通して、5iveがなんらかの告知をするという情報がながれた。そして、同月27日、解散からちょうど5年、5iveはまた活動を再開すると発表。しかしメンバーにはショーンは含まれておらず、（ショーンはソロ活動を続けていきたい方向）5iveは4人で活動を再開した。2007年にはツアーを行う予定であった。
2007年3月8日の深夜、ファイブは新曲の一部（1分ほど）を彼らのMySpaceで公開。その2曲は"'70 Days"と"Settle Down"であった。
再結成発表後のたった7か月で5iveは解散することを彼らの公式ページで発表。理由はレーベル契約をどことも結べなかったことをあげている。
2012年10月、イギリスのリアリティ番組、"The Big Reunion"の企画でまたもや再結成することが決まった。しかし今回はJを抜いた4人のメンバーである。同番組では同じようにビー・ウィッチド、アトミック・キトゥン、リバティ・エックスなどがカムバックを果たしている。
2014年8月にアブスが脱退を発表。

## ディスコグラフィー

### アルバム
| チャート最高位 | シングル |
| --- | --- |
| - アルバム名: 5ive - リリース日: 1998年6月22日 UK; 1998年7月14日 US - UK チャート最高位: #1 - US チャート最高位: #27 - AUS チャート最高位: #1 - NZ チャート最高位: #1 - SWE チャート最高位: #6 - UK 売り上げ*: 600,000枚 (2 x プラチナ) - US 売り上げ*: 1,000,000枚 (プラチナ) - AUS 売り上げ*: 210,000 (3 x プラチナ) - NZ 売り上げ*: 60,000 (4 x プラチナ) | - "Slam Dunk (Da Funk)" - "When The Lights Go Out" - "Got The Feelin'" - "Everybody Get Up" - "Until The Time Is Through" - "It's The Things You Do" |
| - アルバム名: Invincible - リリース日: 1999年11月8日 UK; 2000年5月16日 US - UK チャート最高位: #4 - US チャート最高位: #108 - AUS チャート最高位: #13 - NZ チャート最高位: #16 - SWE チャート最高位: #12 - UK 売り上げ: 600,000枚 (2 x プラチナ) - AUS 売り上げ: 140,000枚 (2 x プラチナ) - NZ 売り上げ: 15,000枚 (プラチナ)                                 | - "If Ya Gettin' Down" - "Keep On Movin'" - "How Do Ya Feel" (CMソング ペプシ) - "Don't Wanna Let You Go" - "We Will Rock You" (with Queen)          |
| - アルバム名: Kingsize - リリース日: 2001年8月27日 - UK チャート最高位: #3 - US チャート最高位: - - AUS チャート最高位: #12 - NZ チャート最高位: #16 - SWE チャート最高位: #41 - UK 売り上げ:100,000枚 (ゴールド) - AUS 売り上げ: 35,000枚 (ゴールド) - NZ Sales*: -                                                                                         | - "Let's Dance" - "Closer To Me" - "Rock The Party"                                                                                                  |
| - アルバム名: Greatest Hits - リリース日: 2001年11月19日 - UK チャート最高位: #9 - US チャート最高位: - - AUS チャート最高位: - - NZ チャート最高位 #41 - UK 売り上げ: 300,000枚 (プラチナ) | - このアルバムからリリースされたシングルはない。 |
| アルバム名: Time - リリース日: 2022年1月28日 - UK チャート最高位: - - US チャート最高位: - - AUS チャート最高位: - - NZ チャート最高位 - - UK 売り上げ: - | |

### シングル
| 年     | シングル                       | アルバム   | 最高位    | 最高位 | 最高位 | 最高位 | 最高位 | 最高位 |
| 年     | シングル                       | アルバム   | UK        | US     | AUS    | NZ     | NED    | SWE    |
| ------ | ------------------------------ | ---------- | --------- | ------ | ------ | ------ | ------ | ------ |
| 1997年 | "Slam Dunk (Da Funk)"          | 5ive       | 10        | 86     | 51     | 28     | 10     | 28     |
| 1998年 | "When the Lights Go Out"       | 5ive       | 4         | 10     | 2      | 20     | 32     | 7      |
| 1998年 | "Got The Feelin'"              | 5ive       | 3         | --     | 4      | 3      | 4      | 12     |
| 1998年 | "Everybody Get Up"             | 5ive       | 2         | --     | 3      | 1      | 9      | 5      |
| 1999年 | "It's The Things You Do"       | 5ive       | --        | 53     | --     | --     | --     | --     |
| 1998年 | "Until The Time Is Through"    | 5ive       | 2         | --     | 9      | 14     | 15     | 11     |
| 1999年 | "If Ya Gettin' Down"           | Invincible | 2         | --     | 2      | 1      | 6      | 6      |
| 1999年 | "Keep On Movin'"               | Invincible | 1         | --     | 9      | 7      | 3      | 10     |
| 1999年 | "How Do Ya Feel"               | Invincible | --        | --     | --     | --     | --     | --     |
| 2000年 | "Don't Wanna Let You Go"       | Invincible | 9         | --     | 17     | 5      | 13     | 22     |
| 2000年 | "We Will Rock You (with Queen" | Invincible | 1         | --     | 3      | 29     | 20     | 35     |
| 2001年 | "Let's Dance"                  | Kingsize   | 1 (2週間) | --     | 3      | 11     | 22     | 20     |
| 2001年 | "Closer To Me"                 | Kingsize   | 4         | --     | --     | --     | --     | 不明   |
| 2001年 | "Rock The Party"               | Kingsize   | 不明      | --     | 56     | 44     | --     | 不明   |

## ツアー
- Invincible ツアー（2000年2月～5月）
- UK ツアー　（2000年12月）

## 賞
ブリット・アワード
- ベスト・ポップ・アクト賞（2000年）

MTVヨーロッパ・ミュージック・アワード
- MTV セレクト賞（1998年）

シルバー・クレフ・アワード
- ベスト・ニューカマー賞　（2000年）

スマッシュ・ヒット・ポール・ウィナー・パーティー
- ベスト・ニュー・アクト賞（1997年）
- ベスト・ヘア・カット賞（スコットが受賞：1997年～1998年）
- ベスト・ブリティッシュ・バンド賞（1998年～2000年）
- ベスト・アルバム賞（1998年）
- ベスト・カバー賞（1998年）

TMF アワード
- ベスト・シングル賞（2000年）
- ベスト・アルバム賞（2000年）
- ベスト・インターナショナル・グループ賞（2000年）

TV ヒット・アワード
- ベスト・ニュー・バンド賞（1999年）
- ベスト・シングル賞（2000年）